# Ford Model TT
Ford Model TT – jednotonowa ciężarówka produkowana przez Ford Motor Company w latach 1917–1927. 
Skonstruowano ją w oparciu o samochód osobowy Forda Model T, stosując wzmocnioną ramę podwozia i tylną oś. Pojedyncze egzemplarze powstawały od 1917 roku, seryjna produkcja trwała w latach 1925–1927. 